# أنس الزهراني
أنس الزهراني مواليد 16 يوليو 2003 في السعودية، هو لاعب كرة قدم سعودي يلعب حالياً لنادي الرائد.